# Ďáblova věž
Ďáblova věž, francouzsky tour du Diable, je věž ze 13. století, původně část biskupského sídla ve francouzském městě Mylhúzy. Později se stala součástí opevnění. Jméno získala v 15. století, kdy sloužila jako vězení pro oběti čarodějnických procesů. Byla restaurována v roce 1906, poté, co ji poničil požár, ale původní podoba nebyla zachována.
Věž je historickou památkou od roku 1929. Z biskupského paláce se dochovala i druhá věž (tour Nessel) ta však památkově chráněná není.   